# Pinus teocote
Pinus teocote là một loài thực vật hạt trần trong họ Thông. Loài này được Schied. ex Schltdl. & Cham. miêu tả khoa học đầu tiên năm 1830.